# Pseudofósil

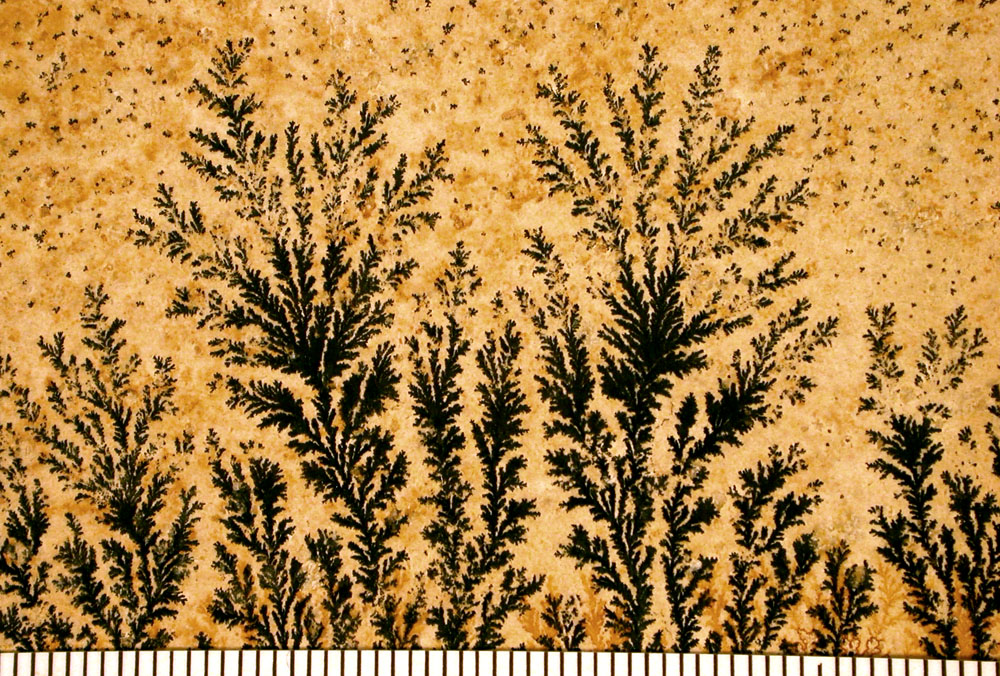
Dendrita de pirolusita similar a fósiles vegetales.

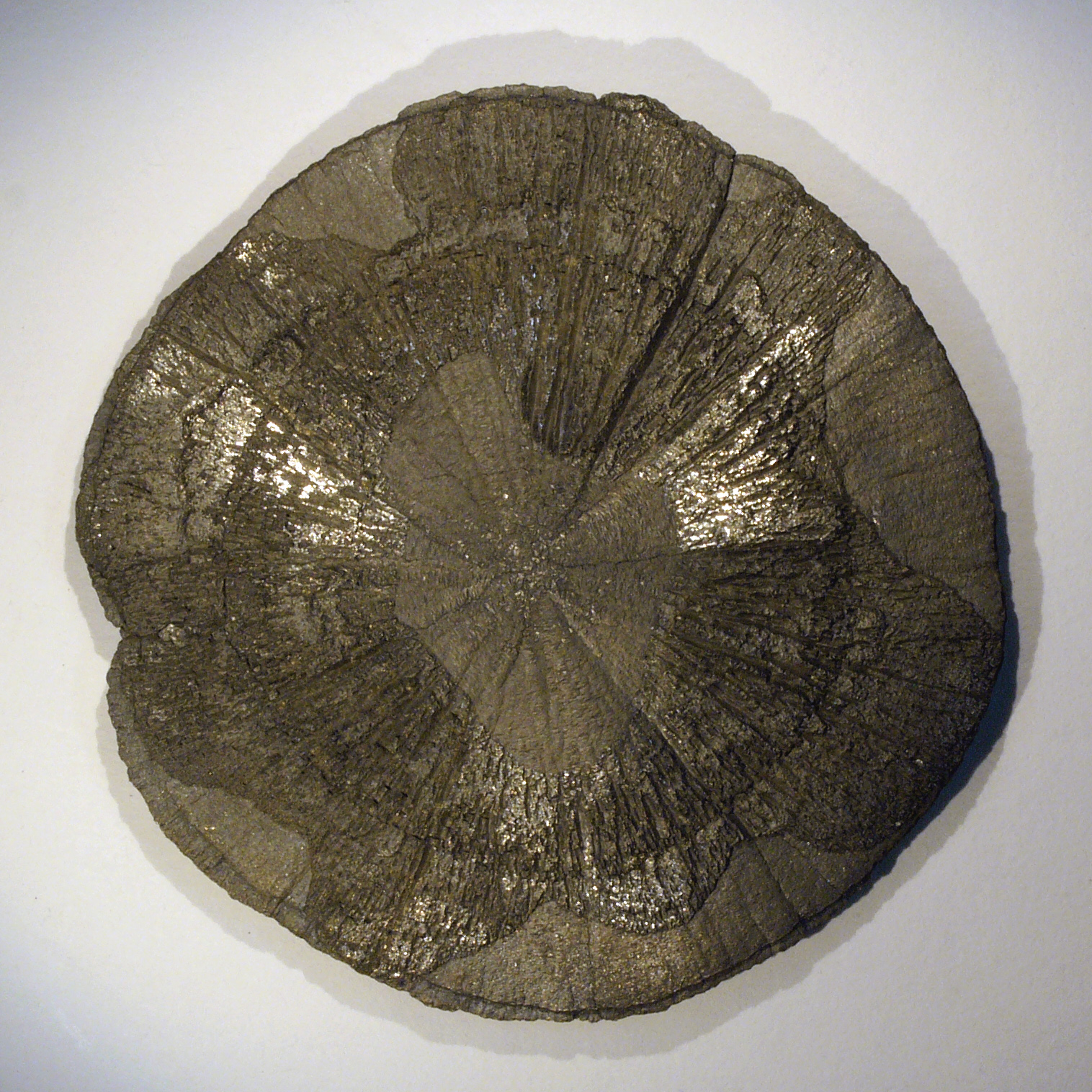
Cristal de marcasita similar a un fósil de galleta de mar.

Un pseudofósil es un resto inorgánico, marca o impresión que podría confundirse con fósiles. Los pseudofósiles pueden ser engañosos, ya que algunos tipos de depósitos minerales pueden imitar formas de vida al formar lo que parecen ser estructuras muy detalladas u organizadas. Un ejemplo común es cuando los óxidos de manganeso cristalizan pirolusita con un patrón característico de vegetal o dendrítico a lo largo de una fractura de roca. La formación de dendritas de escarcha en una ventana es otro ejemplo común de este crecimiento de cristales. A veces se piensa que las concreciones son fósiles, y ocasionalmente una contiene un fósil, pero generalmente no son fósiles en sí mismas. Los nódulos de sílex o pedernal en las rocas calizas a menudo pueden adoptar formas que se asemejan a los fósiles.

## Descripción
Los discos o husos de pirita a veces se confunden con fósiles de galletas de mar u otras formas (véase marcasita). Las grietas, protuberancias, burbujas de gas y similares pueden ser difíciles de distinguir de los fósiles verdaderos. Los especímenes que no se pueden atribuir con certeza ni a fósiles ni a pseudofósiles se denominan como dubiofósiles. Los debates sobre si las formas específicas son pseudofósiles o verdaderos pueden ser largos y difíciles. Por ejemplo, Eozoön es una forma laminada compleja de calcita y serpentina intercaladas que se encontró originalmente en rocas calizas metamórficas precámbricas (mármoles). Al principio se pensó que eran los restos de un protozoo fósil gigante (Dawson, 1865), entonces con mucho el fósil más antiguo conocido. Posteriormente se encontraron estructuras similares en bloques de rocas calizas metamórficas expulsadas durante una erupción del Monte Vesubio. Estaba claro que los procesos físicos y químicos de alta temperatura fueron responsables de la formación de Eozoön en la roca carbonatada (O'Brien, 1970). El debate sobre la interpretación de Eozoön fue un episodio significativo en la historia de la paleontología (Adelman, 2007).
Los jardines químicos pueden producir microtúbulos ramificados de 2 a 10 μm de diámetro y pueden asemejarse mucho a las formas de hongos o procariotas primitivos fosilizados. Se ha propuesto que las estructuras precámbricas antiguas, identificadas como evidencia de los primeros hongos o incluso de las primeras de vida, sean probablemente producto de antiguos jardines químicos naturales.